# Woronora Heights, New South Wales
Woronora Heights este o suburbie în Sydney, Australia.